# 閣騰公寓大廈火災
閣騰公寓大廈火災事故，2014年12月19日，臺灣新竹市北區光華二街的閣騰大樓發生建築物火災。該樓為公寓大廈，起火點在8樓，造成2人死亡。該事故與數日後南港違建火災事故，直接促使地方政府拆除大型違建。

## 背景
閣騰公寓大廈是一幢落成於1994年的五層樓公寓，建設公司違建6樓與7樓，之後大樓遭到法院拍賣。曾姓屋主買下整幢大樓，將6、7樓分隔為小面積單位租賃獲利，並在屋頂增建8、9樓為複式單位自住。合法的1樓至5樓及地下室則賣出獲利。
8樓曾姓屋主從事改裝電動機車，並將電動機車與蓄電池存放於8樓單位內。

## 事發過程
2014年12月19日上午4時許，8樓客廳存放的蓄電池之正負端子因接觸雜物，引發電路短路著火。火從電視櫃後方燃燒起來，燒毀客廳西側牆面及天花板。曾姓屋主與借宿友人察覺火災後至9樓東南側避難，由消防隊救下。之後8、9樓發生閃燃。火勢於6時獲控制，清查火場時發現屋主兩名女兒死於9樓臥室，死因為一氧化碳中毒死亡。

## 影響
事發大樓6樓以上是違章建築。事故發生後，當地居民反映已投訴違建屋主多年，而新竹市政府沒有作為。緊接著12月27日臺北市南港興中路又發生違建出租戶致死火災，引發社會輿論關注違建消防問題，甫上任的臺灣各地縣市首長紛紛加強違建的拆除執行，例如臺北市長柯文哲實施二二六服務專案。新竹市議會則在翌年3月通過「新竹市違章建築強制拆除收費自治條例」。
在火災調查告一段落之後，新竹市政府拆除了該樓的6至9樓，留下合法的1至5樓。
新竹地院檢察官在2015年4月對屋主提起公訴。屋主否認有過失，聲稱有人刻意把物品放在蓄電池上造成短路才導致意外。法官認為該戶大門緊閉，無人侵入縱火，屋主應注意而未注意電池存放，於11月25日以過失致死罪判處8個月徒刑。
2016年6月，臺灣高等法院判准曾姓屋主與妻子離婚，妻子取得小女兒的監護權。